# Чжи (буква маньчжурского алфавита)
Хэргэни чжи — дополнительная буква, или вернее слог, первого раздела силлабария маньчжурской письменности, по-маньчжурски — тулэрги хэргэнь (маньчж. «внешняя буква»). Графически является буквой «Чжа» с кружком (маньчж. фука). Слог может быть отнесён к разделу буквы Чжа, но так как он в маньчжурском языке не используется, а применяется только для транскрипции китайского слога «Чжи» (см. Чжи чжуинь — ㄓ), то в он вынесен отдельно, а так как слог не сочетается с другими финалями, то он не встречается в других разделах Чжуван чжувэ.
- Чжи